# 정사량

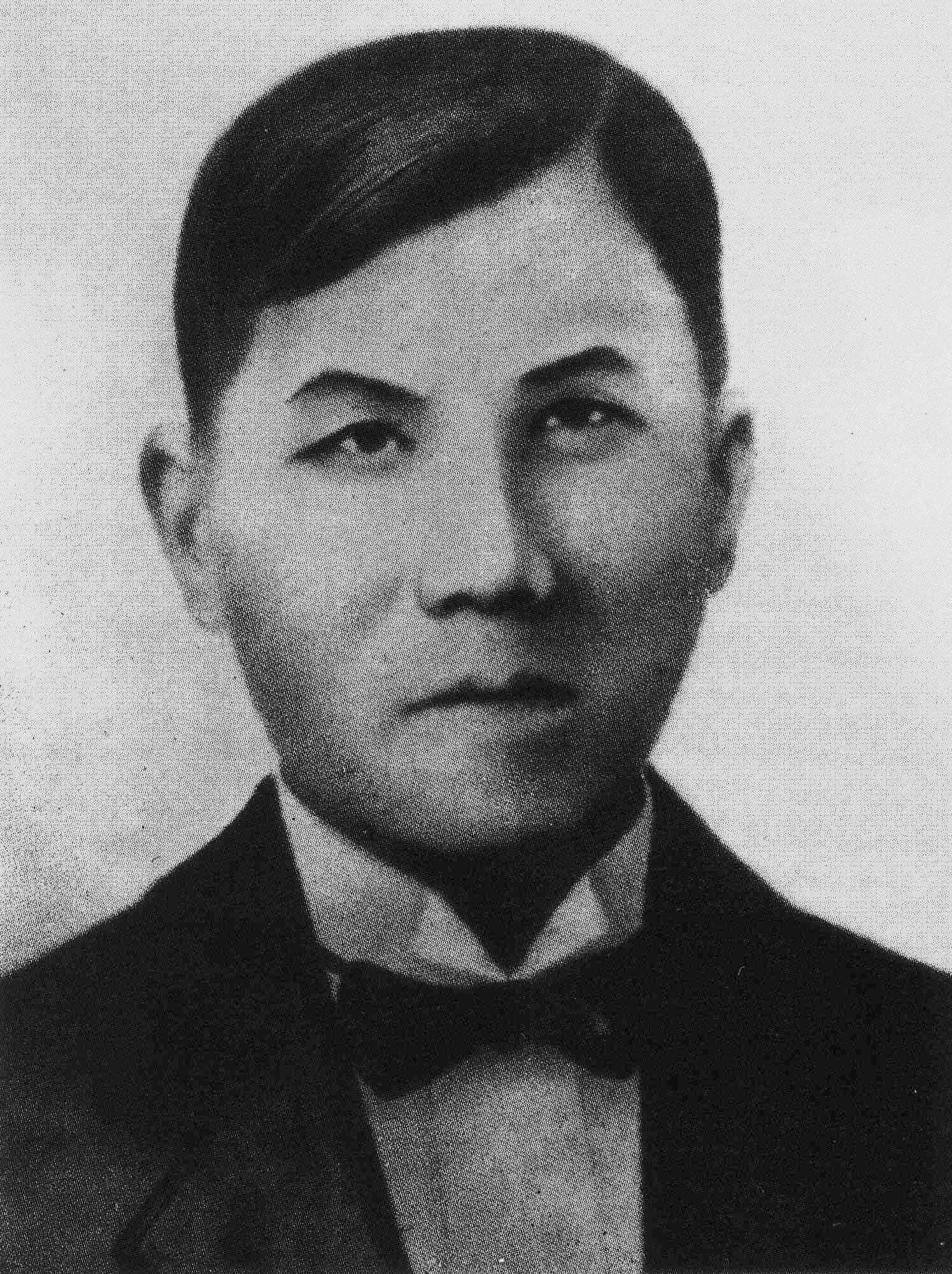
정사량(鄭士良)

정사량(鄭士良, 1863-1901)은 자(字)는 필신(弼臣)으로, 광동성(廣東省) 혜양(惠陽) 출신이다. 청말(淸末)의 혁명열사이며, 손문(孫文)이 주도한 초기 혁명 운동에 참여하였다.

## 생애
처음에는 광주예현학교(廣州禮賢學校)에 입학하였다가 박제의원(博濟醫院)으로 전학하여 의학을 공부하였고, 여기서 손문과 동학이 되었다. 손문과 기독교도 동학 정학은 절친한 친구가 되었다. 정사량은 상해(上海)의 부상(富商)의 아들로, 광주덕국교회학교(廣州德國教會學校)에서 공부한 적이 있었고, 많은 광동 회당(會黨) 인사와도 교류하였다.:37
정사량은 삼합회(三合會)에 가입하여 삼합회 지방 수령이 된 적이 있었다. 졸업 후, 정사량은 담수허(淡水墟)에서 동생약방(同生藥房)을 개설하였고, 몰래 회당과 연락을 취하여 이후의 기의를 위하여 준비하였다. 1893년 광주(廣州) 광아서국(廣雅書局) 내 남원(南園)인 광아항풍헌(廣雅抗風軒)의 회의에 참여하였다. 1895년, 홍콩(香港)에 흥중회(興中會)의 분부(分部)를 다시 설치하고, 광주 습격을 준비하였으나, 사전에 비밀이 누설되었고, 청조(淸朝)는 수색 체포를 전개, 이로 인하여 육호동(陸皓東)이 체포되었고, 결국 사망하였다. 제1차광주기의(第一次廣州起義) 혹은 을미광주기의(乙未廣州起義) 실패 후, 정사량은 진소백(陳少白)과 함께 일본으로 망명하였다. 1899년 정사량은 흥중회(興中會), 가로회(哥老會), 삼합회(三合會)가 연합하여 만들어진 흥한회(興漢會) 설립에 참여하였고, 손문을 회장(會長)으로 추대하였다.
1900년 6월, 의화단운동(義和團運動)이 발발하자, 팔국연군(八國聯軍)이 북경(北京)을 공격하였다. 10월 8일, 손문의 위임을 받은 정사량은 지사 600여 명을 모집하였고, 광동 혜주(惠州) 삼주전(三洲田, 귀선현(歸善縣)과 신안현(新安縣)의 경계, 삼합회 회당 규합 구역, 오늘날 광동성 심천시深圳市 염전鹽田 삼주전촌三洲田村)에서 기의하였다. 이때 진륭(鎭隆)에서 청군을 격파하였고 신안현승(新安縣丞) 두봉오(杜鳳梧)를 잡았으며 연전연승을 거두어 신안현, 대붕현(大鵬縣), 평산현(平山縣)을 점령하였다. 17일, 영호현(永湖縣)에서 청군과 교전을 벌여 승리하였다. 20일, 붕강허허(崩岡墟)에서도 승리를 거뒀고, 각지 회당에서 투항하였으며, 혁명군은 2만여 명으로 늘었고, 백사(白沙)에서 숙영하였다. 후에 일본정부의 방해로 손문은 대만총독(臺灣總督) 고다마 겐타로(兒玉源太郎)와 교섭하여 무기와 탄약의 협조를 요청하였으나 달성하지 못하였고, 군향과 무기를 공급하지 못하였다. 광동순무(廣東巡撫) 덕수(德壽)가 삼주전을 포위하자 정사량은 눈물을 삼키며 해산 명령을 내렸고, 홍콩으로 도피하였다. 그의 논밭과 가옥은 청 조정이 몰수하였다.
1901년 8월 27일 홍콩에서 연회를 가진 후 집으로 돌아오던 도중 중풍으로 급사하였다. 일설에는 청 조정의 수하가 독살하였다고도 전한다. 1902년 8월 20일 고법은(高法恩) 목사의 주도로 홍콩 박부림분장(薄扶林墳場)에 안장되었다. 묘비 외형은 십자가 형태이고 정필신(鄭弼臣)이라는 이름이 쓰여 있다.

## 같이 보기
- 혜주기의(惠州起義)

## 참고문헌
1. ↑  白吉爾（Marie-Claire Bergère）著、溫哈溢譯（第九章協力林添貴，人物小傳協力楊詩韻） (2010년 6월 21일). 《《孫逸仙》》. 台北市: 時報出版. ISBN 978-957-13-5208-4.